# كيني بنجامين
كيني بنجامين (8 أبريل 1967 في أنتيغوا وباربودا - ) (بالإنجليزية: Kenny Benjamin)‏ هو لاعب كريكت جنوب أفريقي. شارك في دورة ألعاب الكومنولث 1998. وشارك مع منتخب الهند الغربية للكريكت. أما مع النوادي، فقد لعب مع نادي مقاطعة ورسسترشاير للكريكيت ‏ وLeeward Islands cricket team ‏ وEasterns (cricket team) ‏ وGauteng (cricket team) ‏.

## وصلات خارجية
- كيني بنجامين على موقع إي آس بي آن كريك إنفو (الإنجليزية)